# Stewart Petrie
Pour les articles homonymes, voir Petrie.
Stewart Petrie, né le 27 février 1970 à Dundee en Écosse, est un footballeur écossais. Il jouait au poste de milieu offensif ou d'attaquant, avant de se reconvertir en entraîneur.

## Biographie

### Carrière d'entraîneur
- 2007-2008 :  Ross County FC
- depuis déc. 2016 :  Montrose FC

## Palmarès

### En club
- Avec le Dunfermline Athletic :
  - Champion d'Écosse de D2 en 1996

- Avec le Ross County :
  - Champion d'Écosse de D3 en 2008 (comme entraîneur-joueur)

### Distinctions personnelles
- Meilleur buteur du Championnat d'Australie en 2006 (8 buts)